# Кютахия
Кютахия (на турски: Kütahya) е град в Западна Турция, административен център на вилает Кютахя. Населението му е 212 444 жители (2009). В градът е разположен университет, в който се обучават 25 000 студенти. В Кютахия е развита керамичната индустрия (производство на плочки и грънчарство).

## Личности
Родени в Кютахия
- Согомон Согомонян – Комитас (1869 – 1935), основоположник на арменската национална музикална традиция
- Йоанис Йоанидис (1888/1889 – 1906), деец на гръцката въоръжена пропаганда